# Frederick Moloney
Frederick Graham Moloney, detto Fred (Ottawa, 4 agosto 1882 – Chicago, 24 dicembre 1941), è stato un ostacolista e velocista statunitense, vincitore della medaglia di bronzo nei 110 metri ostacoli ai Giochi di Parigi 1900.

## Biografia
Prese parte ai Giochi olimpici di Parigi del 1900 nelle gare dei 100 metri piani, 110 metri ostacoli e 200 metri ostacoli. Il miglior risultato che riuscì ad ottenere fu la medaglia di bronzo nei 110 metri ostacoli. A questa Olimpiade partecipò anche suo fratello maggiore William Moloney.
Moloney si iscrisse all'Università di Chicago ma non riuscì a laurearsi.

## Palmarès
| Anno | Manifestazione  | Sede   | Evento       | Risultato  | Prestazione | Note |
| ---- | --------------- | ------ | ------------ | ---------- | ----------- | ---- |
| 1900 | Giochi olimpici | Parigi | 100 metri    | Semifinale | n/d         |      |
| 1900 | Giochi olimpici | Parigi | 110 metri hs | Bronzo     | 15"6        |      |
| 1900 | Giochi olimpici | Parigi | 200 metri hs | Batteria   | 27"6        |      |